# 吉祥寺ロンロン
株式会社吉祥寺ロンロン（きちじょうじロンロン、Kichijoji Lonlon Co.,Ltd.）は、かつて「ロンロン」の屋号で駅ビルを展開していたJR東日本傘下の企業。2007年に東京圏駅ビル開発株式会社（現:株式会社アトレ）に吸収合併され、解散した。
また「吉祥寺ロンロン」は、東京都武蔵野市の吉祥寺駅の旧駅ビルで、2010年に「アトレ吉祥寺」となった。
本項では、商業施設である吉祥寺ロンロンと、運営会社の株式会社吉祥寺ロンロンについて詳述する。

## 概要
「吉祥寺ロンロン」は、株式会社吉祥寺ロンロン（旧:株式会社吉祥寺ステーションセンター）が運営していた商業施設である。もともと「ロンロン」は1969年（昭和44年）12月3日に開店した、JR中央線の吉祥寺駅から吉祥寺通りまでの駅西側の高架下にある商業施設を指していた。その後、吉祥寺駅の東側の高架下に「ロンロンヤング館」（のちのエキサイツ館）として拡張し、さらに、中央線の三鷹駅と西八王子駅、横浜線の中山駅にも「ロンロン」を出店した。後に、中山ロンロン（現:ビーンズ中山）は「株式会社ジェイアール東日本都市開発」の運営となった。
2007年（平成19年）4月に、株式会社吉祥寺ロンロンが、東日本旅客鉄道（JR東日本）グループの駅ビル運営会社である「東京圏駅ビル開発株式会社」（現:アトレ）により吸収合併されたことで、吉祥寺、三鷹、西八王子の3施設の運営会社も変更された。
その後、吉祥寺駅の改良工事を受けて改装を実施することになり、2010年（平成22年）から「アトレ吉祥寺」として生まれ変わり、同時に三鷹ロンロンも「アトレヴィ三鷹」に名称変更した。
2011年（平成23年）10月に、西八王子ロンロンが、東日本旅客鉄道（JR東日本）グループの駅ビル運営会社である「JR東京西駅ビル開発株式会社」に譲渡された。
さらに、2013年（平成25年）に中山ロンロンが「ビーンズ中山」に名称変更したことにより、ロンロンの名称を有するのは西八王子ロンロンのみとなったが、2017年12月15日に「セレオ西八王子」と改称、ロンロンは消滅した。
ロゴマークは、開業から1989年（平成元年）のリニューアル前までは筆記体で「LonLon」としたものが、約20年にわたり用いられた。1989年8月26日のリニューアルオープンから2010年3月30日までは2代目のロゴが用いられ、大文字で「LONLON」と表記されていた。特徴として、左側のOは左傾斜型の四角で囲まれ、白抜き文字で表示されていた。中山ロンロンのみ、ロゴが2代目に変更された後も初代ロゴを使用していた。
「ロンロン」の由来はLONGLONG。長い駅ビルだったことからこの名前になっている。

## 施設
ここでは株式会社吉祥寺ロンロンが吸収合併される時点で運営していた駅ビル施設のみを挙げる。旧「中山ロンロン」については、ビーンズ中山を参照。

### 吉祥寺ロンロン

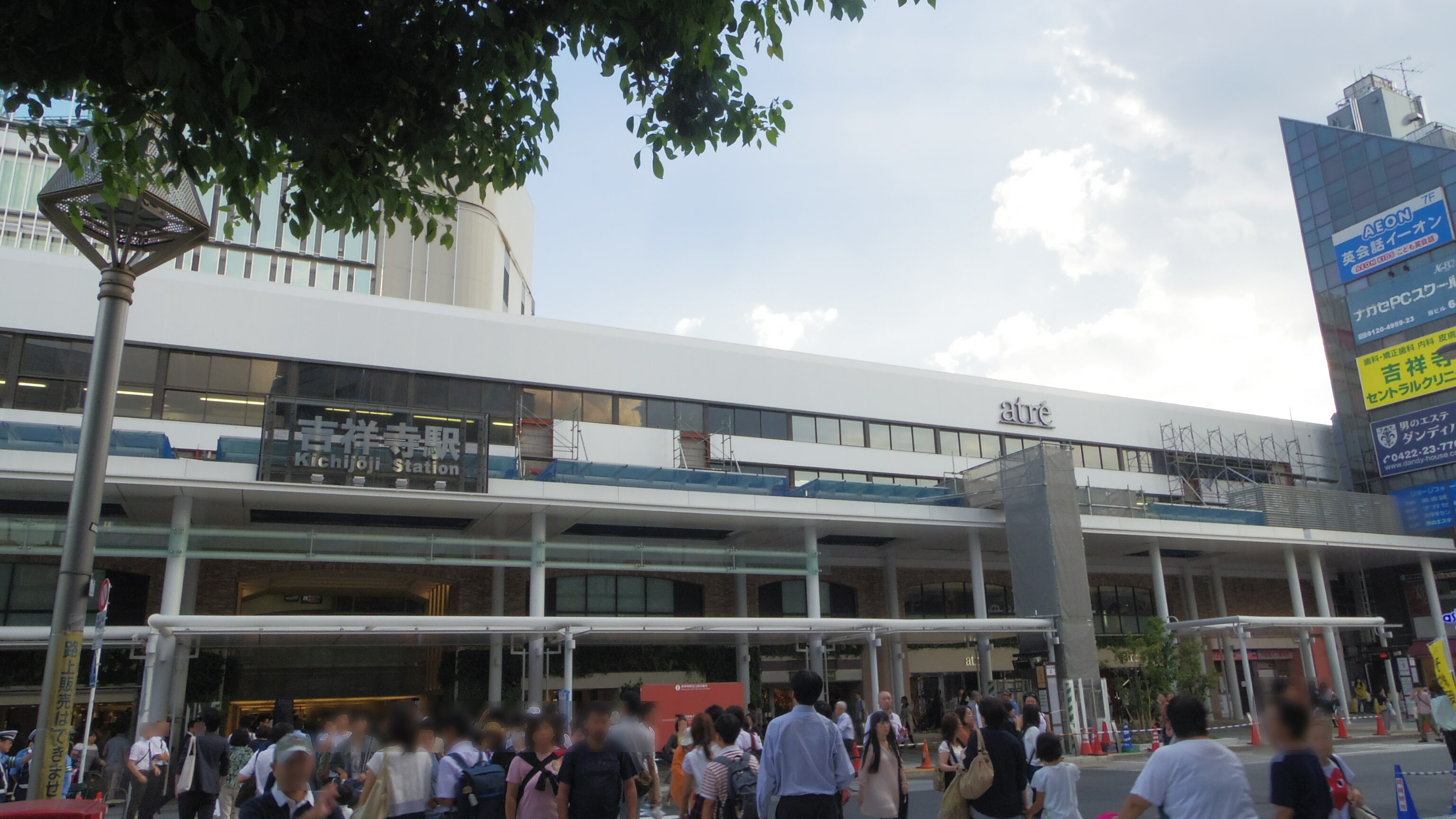
現在のアトレ吉祥寺（2014年9月）

JR吉祥寺駅高架下。吉祥寺ステーションビル（地下1階 - 地上2階）。現:アトレ吉祥寺。

#### 構造
地上2階・地下1階からなる構造で、本館と別館「エキサイツ館」（現・アトレ吉祥寺東館）があり、地下1階で連絡している。このうち本館は、JR改札口付近から吉祥寺通りまでの駅西側部分である。一方、エキサイツ館は、吉祥寺駅前通り以東部分のかつての東館で、JRホーム東端に新改札口が設置された際、1989年（平成元年）8月にリニューアルされてヤング館となり、1999年（平成11年）8月にエキサイツ館となった。
総店舗数約238店舗、店舗面積約13,200m²、延床面積約32,200m²。
京王吉祥寺駅ビル（旧:ターミナルエコー→ユザワヤ吉祥寺店（初代）、現:キラリナ京王吉祥寺。京王電鉄井の頭線吉祥寺駅）とも直結していた。

#### 歴史
1969年4月に国鉄中央本線荻窪駅 - 三鷹駅間高架化工事が完成したのを受け、また昭和40年代から当時の武蔵野市長、後藤喜八郎の主導で進められた吉祥寺駅周辺再開発事業の一環として、この年の12月3日、国鉄吉祥寺駅高架下に「吉祥寺ステーションセンター・ロンロン」として開業した。
開業当初から20年にわたり「LonLon」という筆記体文字をあしらった英文ロゴが使用された。また、開業から10年以上にわたり「公園帰りのショッピング。」のキャッチコピーが使われた。これは井の頭恩賜公園に行った後帰りに立ち寄る買い物客を取り込むべく、当時のロンロンのショップガイドや広告などで使用されていた。
その後、開業翌年の1970年（昭和45年）11月に駅南口にもう一つの駅ビル、ターミナルエコーが開業。さらに続く1971年（昭和46年）11月には北口駅前にF&Fビル（伊勢丹吉祥寺店、現:コピス吉祥寺）とサンロードが完成し、以後1974年（昭和49年）に近鉄百貨店東京店（現:ヨドバシ吉祥寺）と東急百貨店吉祥寺店、ダイヤ街、1980年（昭和55年）には吉祥寺パルコが開業、と、吉祥寺駅周辺に商業施設が集積するようになる。
1989年8月26日には、ロンロン全館をリニューアルオープンし、また「ロンロンヤング館」がオープンする。同時に、ロゴマークが2代目のものに変更された。
1999年8月にはヤング館がエキサイツ館にリニューアル。同館1階に「SHINSEIDO DISK INN」、2階にユニクロが出店する。
2007年4月、JR東日本のグループ企業の再編に伴い「株式会社吉祥寺ロンロン」が東京圏駅ビル開発株式会社（当時）に吸収合併された。
2009年、ロンロンの運営会社である東京圏駅ビル開発が4月に「株式会社アトレ」に社名変更される。また同年9月中旬、JR吉祥寺駅の改修工事に伴う改装のため、本館2階すべての店舗と地下1階の一部店舗を閉店した。これに合わせ11月、施設名称を「アトレ吉祥寺」に変更することが発表される。
2010年3月30日、40年4か月にわたる「ロンロン」としての歴史に幕。それから2日後の4月1日より新生「アトレ吉祥寺」が開業する。
現在のアトレ吉祥寺本館1階にかつてのロンロンの名を冠した「ロンロン市場」がある。

### 三鷹ロンロン
JR三鷹駅の南口に立地する駅ビルである。2011年現在は運営会社が合併したこともあり、「アトレヴィ三鷹」となっている。店舗面積延べ1,422m²、地上5階建て、全16店舗。
1990年代から実施された三鷹駅南口の駅前広場の整備に合わせて、1998年（平成10年）より橋上駅舎コンコースに連絡する階段などがあった駅前ロータリーと線路の間の敷地に、駅ビルの建設工事が行われ、翌1999年に竣工した。吉祥寺ロンロンを運営する株式会社吉祥寺ロンロンが、三鷹駅の駅ビルも運営することになったため、「三鷹ロンロン」と名づけられた。
1999年10月29日、吉祥寺ロンロン直営の支店「三鷹ロンロン」として開業。その規模は吉祥寺ロンロンと比べて小さく、1フロア2 - 4店舗程度しか出店していない。
テナントとして、スターバックスコーヒー、アイシティ、アンテノール、ボディファクトリー、スパゲッティ屋ドナ、文教堂書店、三鷹駅市政窓口（2005年6月まで）などが入居していた。
運営会社が株式会社アトレに吸収合併されたこともあり、2010年4月1日より吉祥寺ロンロンとともにアトレブランドへの名称変更をすることになった。この際、吉祥寺ロンロンに比べて規模が小さかったことから、小規模のアトレに用いられる「アトレヴィ」を使用することになり、「アトレヴィ三鷹」に改称された。入居店舗の多くはアトレヴィ移行後も継続して営業している。

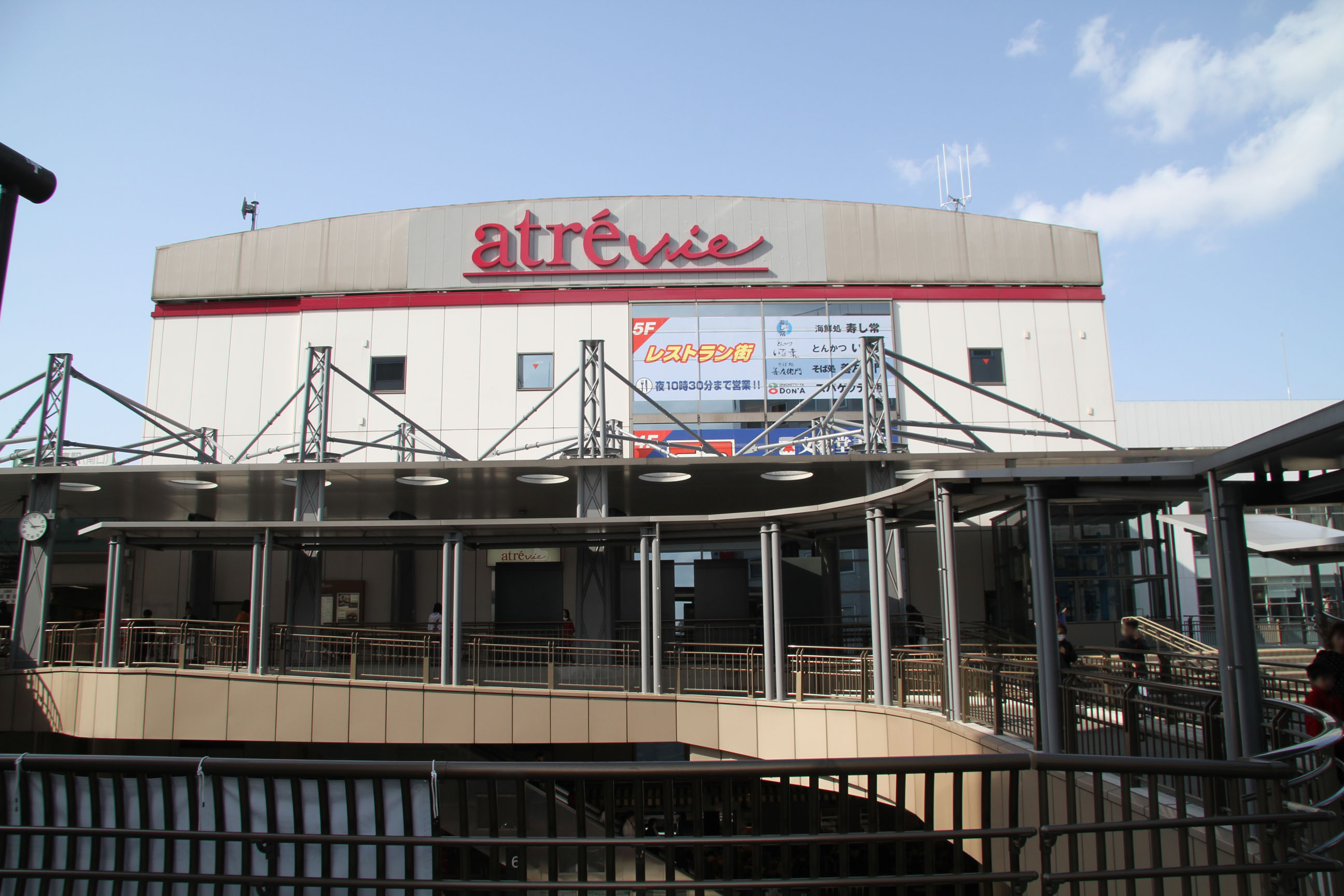
アトレヴィ三鷹
（2010年4月）

### セレオ西八王子（旧・西八王子ロンロン）
JR西八王子駅北口に立地する。
地上2階建て、生活館（店舗面積693m²）と市場館（同471m²）の2館からなる。1978年12月2日に「生活館」を開業、13年後の1997年2月14日に新たに「市場館」が開業し「西八王子ロンロン」が誕生。2011年10月より運営会社がJR東京西駅ビル開発株式会社に変更された。2021年4月1日にJR東京西駅ビル開発がJR中央ラインモールと合併したことからJR中央線コミュニティデザインに運営会社を変更。また、西八王子駅の駅業務も同社が受託し、一体運営を行っている。
2館合わせ、全11店舗から構成される。生活館2階の一部は保育園「ピノキオ幼児舎西八王子園」となっている。毎月8日には「8の日抽選会」を開催している。抽選には毎月6日、7日、8日購入分のレシートが必要となる。この他、市場館では平日に1日午前・午後の2回、1時間限定のタイムセールを行っている。
2017年10月1日より改装のために一時閉店、12月15日にセレオ西八王子と改称され、市場館がリニューアルオープンした。
ロンロン西八王子時代はJR東京西駅ビル開発の運営する駅ビルでは唯一、同社運営施設の共通ポイントカードである「セレオポイントカード」が使用できなかったが、セレオ西八王子となってからはロンロンポイントカードが廃止され、セレオポイントカードに統一された。

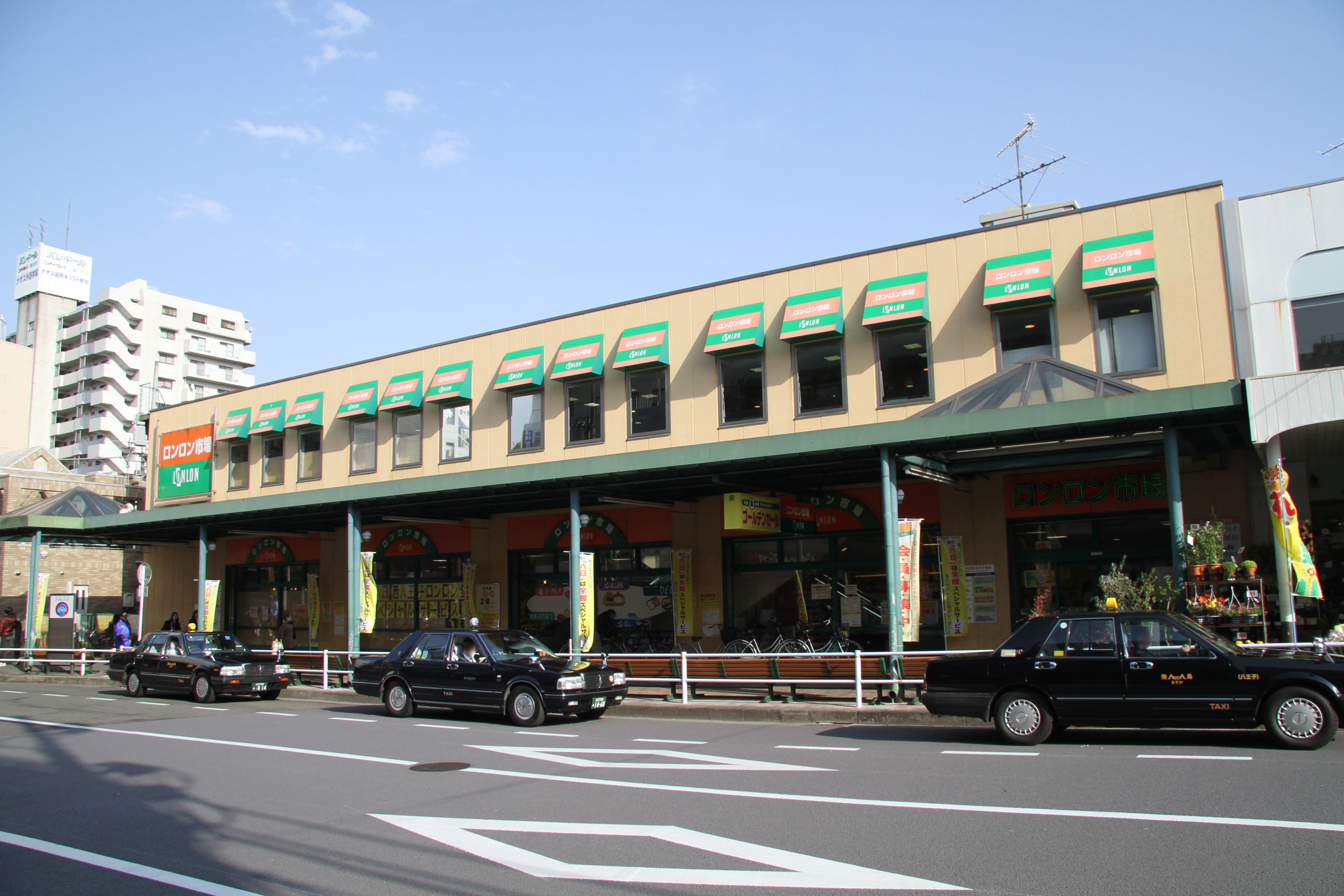
西八王子ロンロン市場館
（2010年4月）

## 沿革
- 1968年（昭和43年）7月19日 - 『株式会社吉祥寺ステーションセンター』設立[1]。
- 1969年（昭和44年）12月3日 - 国鉄吉祥寺駅に駅ビル「ロンロン」（以下、吉祥寺ロンロン）オープン[1]。
- 1978年（昭和53年）12月2日 - 西八王子駅に「生活館」（現:セレオ西八王子生活館）オープン。
- 1985年（昭和60年）11月22日 - 中山駅に中山ロンロン（現:ビーンズ中山）がオープン。
- 1989年（平成元年）8月26日 - 吉祥寺ロンロン本館リニューアルオープン、ヤング館オープン[1]。同時にロゴマーク変更。
- 1997年（平成9年）2月14日 - 西八王子ロンロン市場館がオープン[6]。
- 1999年（平成11年）
  - 8月 - 吉祥寺ロンロンヤング館、エキサイツ館に改称しリニューアルオープン。
  - 10月29日 - 三鷹ロンロンがオープン[5]。
  - 12月1日 - 株式会社吉祥寺ステーションセンターが『株式会社吉祥寺ロンロン』に改称[5]。
- 2007年（平成19年）4月1日 - 「東京圏駅ビル開発株式会社」（現:株式会社アトレ）に吸収合併される。
- 2009年（平成21年）9月 - 吉祥寺ロンロン、2階と地下1階部分の一部リニューアル工事開始。
- 2010年（平成22年）
  - 3月30日 - 吉祥寺ロンロンが全館閉店。
  - 3月31日 - 旧:吉祥寺ロンロン、1階・地下1階部分のリニューアル工事開始。
  - 4月1日 - 吉祥寺ロンロンが「アトレ吉祥寺」に改称、第1期開業。また、三鷹ロンロンは「アトレヴィ三鷹」に改称。
  - 9月21日 - アトレ吉祥寺がリニューアル工事を完了し、全館開業。
- 2011年（平成23年）10月 - 西八王子ロンロンを「JR東京西駅ビル開発株式会社」に譲渡。
- 2017年（平成29年）
  - 10月1日 - 西八王子ロンロンが改装のために一時閉店[8]
  - 12月15日 - 西八王子ロンロンがセレオ西八王子と改称され、市場館がリニューアルオープン[9]。
- 2021年（令和3年）4月1日 - セレオ西八王子の管理会社のJR東京西駅ビル開発がnonowaを運営するJR中央ラインモールと合併し。これに伴い、セレオ西八王子の運営は合併先のJR中央線コミュニティデザインに変更。